# Callisto albicinctella
Callisto albicinctella är en fjärilsart som beskrevs av Kuznetzov 1979. Callisto albicinctella ingår i släktet Callisto och familjen styltmalar. Inga underarter finns listade i Catalogue of Life.